# Torneo de Tianjin 2018
El Tianjin Open 2018 fue un torneo de tenis profesional jugado en canchas duras. Fue la 5.ª edición del torneo, que formó parte de la WTA Tour 2018. Se llevó a cabo en el Tuanbo International Tennis Centre de Tianjin (China) entre el 8 y el 14 de octubre de 2018.

## Distribución de puntos
| Modalidad           | Campeona | Finalista | Semifinales | Cuartos de final | 2ª ronda | 1ª ronda | Clasificadas | 2ª ronda de clasificación | 1ª ronda de clasificación |
| Individual femenino | 280      | 180       | 110         | 60               | 30       | 1        | 18           | 12                        | 1                         |
| Dobles femenino     | 280      | 180       | 110         | 60               | 1        | -        | -            | -                         | -                         |

## Cabezas de serie

### Individuales femenino
| Tenista           | Ranking | Preclasificada |
| Karolína Plíšková | 7       | 1              |
| Caroline Garcia   | 8       | 2              |
| Elise Mertens     | 14      | 3              |
| Aryna Sabalenka   | 16      | 4              |
| Su-Wei Hsieh      | 29      | 5              |
| Petra Martić      | 36      | 6              |
| Danielle Collins  | 37      | 7              |
| Maria Sakkari     | 43      | 8              |

- Ranking del 1 de octubre de 2018.[2]

### Dobles femenino
| Tenista                               | Ranking | Preclasificada |
| Irina-Camelia Begu Barbora Krejčíková | 25      | 1              |
| Gabriela Dabrowski Xu Yifan           | 25      | 2              |
| Nicole Melichar Květa Peschke         | 32      | 3              |
| Kaitlyn Christian Desirae Krawczyk    | 120     | 4              |

## Campeonas

### Individual femenino
Caroline Garcia venció a  Karolína Plíšková por 7-6(9-7), 6-3

### Dobles femenino
Nicole Melichar /  Květa Peschke vencieron a  Monique Adamczak /  Jessica Moore por 6-4, 6-2